# Ca l'Aiano
Ca l'Aiano és una casa d'Amer (Selva) inclosa a l'Inventari del Patrimoni Arquitectònic de Catalunya.

## Descripció
Edifici cantoner de tres plantes i coberta de doble vessant a façana situat a tocar del carrer Montseny. És de planta rectangular, consta de dues crugies i està arrebossat i pintat de blanc, a excepció d'alguns marcs d'obertures de pedra vista. La façana principal i d'accés als pisos superiors és pel carrer Montseny, 4, on hi ha dos plantes, degut al desnivell del carrer. La façana lateral destaca pel badiu de doble obertura en forma d'arc de mig punt.
La planta baixa consta d'un sòcol d'arrebossat més gruixut que la resta de la façana, molt deteriorat, una finestra i un portal de garatge. Les obertures són emmarcades de pedra sorrenca amb llindes monolítiques.
Al primer pis hi ha una finestra d'obra de ciment i rajola i una finestra balconera emmarcada de pedra sorrenca amb llinda monolítica. El segon pis conté dues finestres rectangulars d'obra i els ràfecs estan fets de caps de biga de fusta, fent un voladís de 40 cm.

## Història
Casa originària del segle xviii, amb reformes i ampliacions durant dels segles XIX i XX.
La llinda monolítica del portal d'entrada conté gravada la data de 1799. També conté el nom de JOSEPH (...) LES, que no es pot acabar de desxifrar bé a causa del deteriorament de la pedra sorrenca.
El model de casa de l'interior del nucli d'Amer, com la majoria de cases de pagès, constava de dos plantes: una planta baixa pel bestiar i com a paller, i a les plantes superiors per a habitatge era comú fins al segon terç del segle xx.
A la zona del Firal, poc edificat fins a mitjans del segle xx, era on antigament se situava la fira de bestiar en determinades èpoques de l'any.